# Теодемир (король свевов)
Теодемир — король свевов в Галисии (теперь западная Испания и северная Португалия) в 561/566—570 годах.

## Биография
Не много известно о правлении Теодемира, хотя именно при нём было завершено обращение свевов из арианства в никейское христианство. Исидор Севильский писал:«Многие ещё короли свевов погрязали в арианской ереси, пока к власти не пришёл Теодемир. Этот тотчас уничтожил лжеучение арианского безбожия и вернул свевов к католической вере, при поддержке Мартина, епископа монастыря Дума, верующего и ученого мужа, чьим усердием были восстановлены церковный мир и множество учреждений в церковном устройстве Галисии».
Главную роль в принятии ортодоксального вероисповедания сыграл выходец из Паннонии Мартин Брагский. Он основал монастырь Думио, где сначала был епископом, а между 561 и 572 годами он был митрополитом Браги. Уже его современники называли Мартина «апостолом Галисии». В своем главном труде «Об исправлении простолюдинов» (De correctione rusticorum) Мартин Брагский ставил перед собой задачу искоренить языческие обычаи, широко распространённые среди римского населения.
Ещё один хронист того времени Иоанн Бикларийский, начавший свою хронику 567 годом, подразумевал, что в том году уже правил Теодемир. Этот автор ограничился кратким замечанием, что в 570 году Теодемира на престоле сменил король Миро, не раскрывая однако ни количество лет правления Теодемира, ни подробности его царствования.